# 北宋汝窑青瓷洗（“奉华”铭）
這是一個圓形口，口沿有一圈銅釦的洗盤，形狀呈弧形淺壁，底部是平底且沒有足。整個盤子都施了青釉，釉色呈現淺粉青，有些地方還有粉紅色的光澤。底部有三個細小的支釘，中央刻有「奉華」兩個字。類似的器形也在河南省寶豐縣的清涼寺窯址發現過。另外通過《活計檔》，可以了解到這件作品在清宮中的流轉。
首先，雍正七年（1729），清宮出現了一箱裝有二十九件汝窯器的箱子，根據登錄的品名，可以對應到一件名為「奉華字圓筆洗」的展品，應該就是指這件物品。乾隆六年（1741），這箱汝窯器被皇帝賜予象牙標籤，取名為「品重青瑤」。乾隆十六年（1751），因為內部箱子受蟲蛀影響，再次引起了關注，重新包裝。其次，通過皇帝的詩作，我們知道乾隆四十三年（1778），他曾經為這件作品創作了一首詩，稱之為「題汝窯奉華盤」。詩中提到了「奉華」這兩個字被刻在底部，還提到了南宋劉貴妃的私人印記。到了乾隆四十四年（1779），通過詩的詩注，我們了解到皇帝主要是根據「奉華」銘碟來辨識汝窯瓶，這顯示「奉華」銘圓洗在乾隆皇帝的辨識過程中起到了重要作用。